# Michael Atiyah
Michael Atiyah   (Hampstead, 22 d'abril de 1929 - Edimburg, 11 de gener de 2019) fou un matemàtic anglès d'origen libanès, fill de l'escriptor Edward Atiyah. Va ser professor a les universitats d'Oxford, Cambridge i Princeton. És membre de la Royal Society des de 1962 i en va ser president de 1990 a 1995.
Va col·laborar amb de nombrosos matemàtics, en particular amb Raoul Bott, Friedrich Hirzebruch i Isadore Singer. Els seus alumnes més coneguts són Graeme Segal, Nigel Hitchin i Simon Donaldson. Fundà la teoria-K amb Hirzebruch. El resultat més conegut és el teorema de l'índex d'Atiyah-Singer, que es pot utilitzar per comptar el nombre de solucions independents de certes equacions diferencials. Més recentment, ha treballat sobre temes inspirats per la física teòrica, com els instantons, utilitzats en la teoria quàntica de camps. El 2016 ha publicat un article on prova que l'esfera de dimensió 6 no admet una estructura complexa; aquest resultat (que encara es revisat per la comunitat matemàtica) és un problema que té més de seixanta anys sense ser resolt.
Atiyah va rebre la Medalla Fields l'any 1966, la medalla De Morgan l'any 1980 i la Medalla Copley l'any 1988. L'any 2004 li fou atorgat el Premi Abel conjuntament amb Isadore Singer, amb qui havia demostrat el teorema de l'índex l'any 1963. Fou nomenat cavaller l'any 1983.